# Baojun RC-6
Baojun RC-6 – samochód osobowy klasy średniej produkowany pod chińską marką Baojun w latach 2019–2022.

## Historia i opis modelu

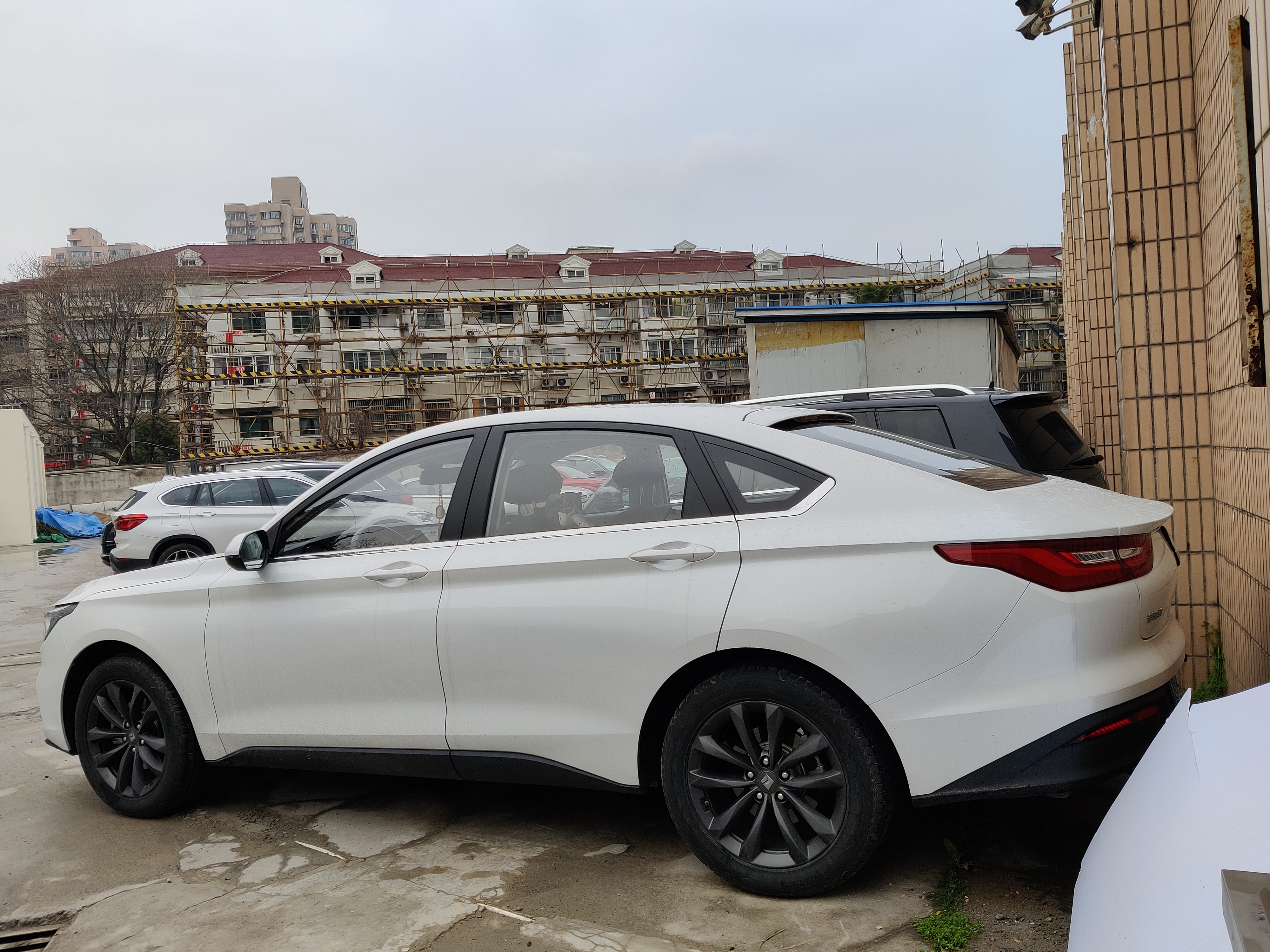
Baojun RC-6 - tył

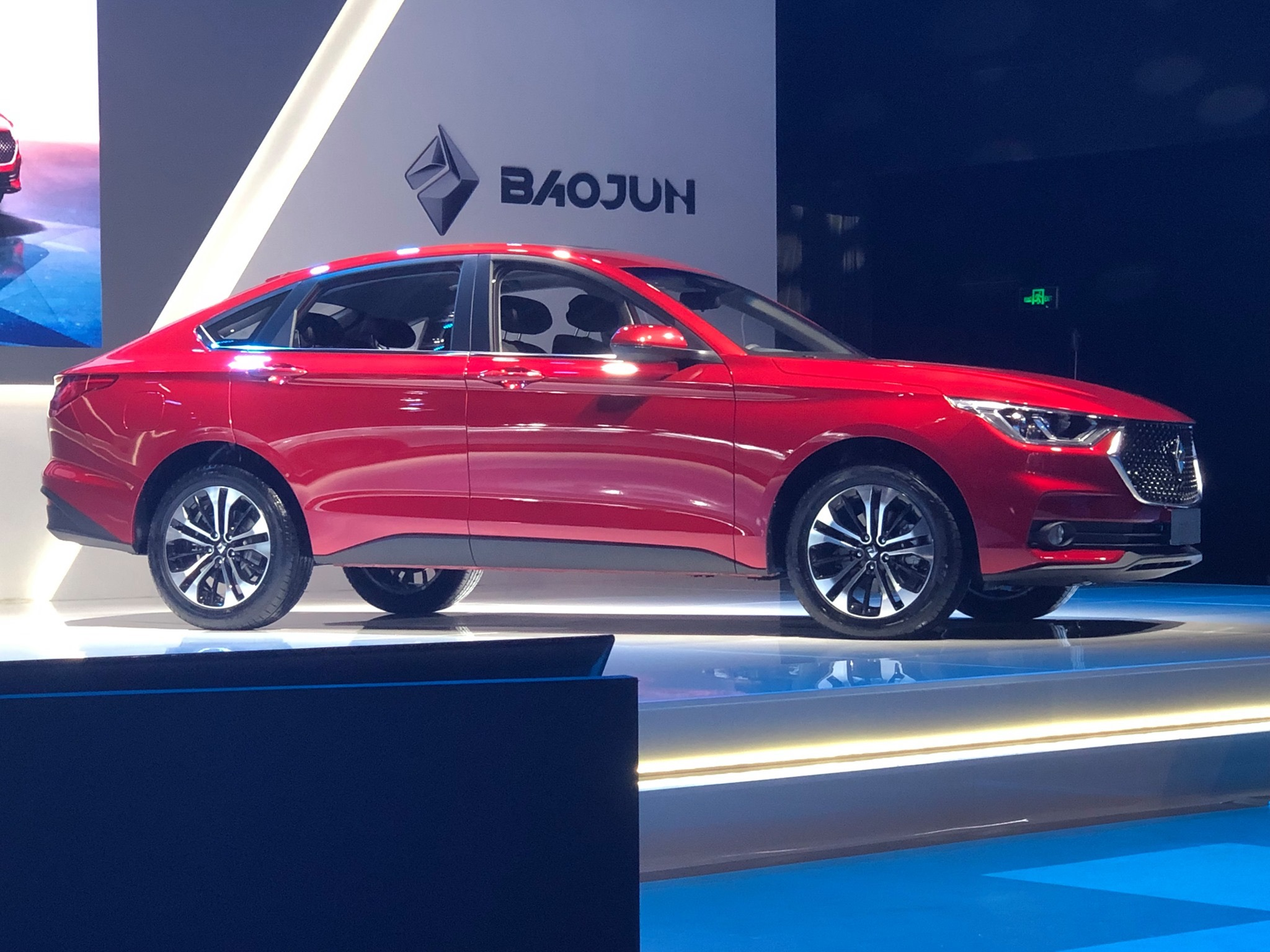
Baojun RC-6 podczas premiery

Baojun RC-6 został zaprezentowany po raz pierwszy w lipcu 2019 roku jako kolejny model skonstruowany w ramach nowej generacji pojazdów z serii New Baojun i zarazem pierwszy pojazd z linii modelowej z RC w nazwie. Sztandarowy, średniej wielkości pojazd przyjął postać liftbacka z nisko poprowadzoną linią dachu w stylu pojazdów coupe, a także nakładkami na nadkola nawiązującymi także do pojazdów typu crossover.
Kabina pasażerska została wyposażona min. w horyzontalny kolorowy wyświetlacz systemu multimedialnego, a także liczne systemy wspierające komfort oraz bezpieczeństwo jazdy jak aktywny tempomat do 130 km/h, system monitorowania pasa ruchu czy asystent rozpoznawania znaków. 
Benzynowy, turbodoładowany silnik o mocy 145 KM i pojeności 1.5l połączono z 6-biegową manualną przekładnią lub bezstopniową skrzynią typu CVT, którą wyposażono w system symulacji zmiany biegów w zakresie od 1 do 8 przełożenia w zależności od prędkości i zakresu obrotów.

### Sprzedaż
Baojun RC-6 trafił do sprzedaży na lokalnym rynku chińskim we wrześniu 2016 roku, zdobywając dużą popularność - w ciągu pierwszych czterech miesięcy obecności rynkowej dostarczono do nabywców ponad 15 tysięcy sztuk. W lutym 2020 przedstawiono wariant dla rynku indyjskiego, gdzie lokalne operacje koncernu SAIC reprezentuje firma MG. Samochód przyjął nazwę MG RC-6, odróżniając się od chińskiego pierwowzoru jedynie innymi logotypami producenta. Początek sprzedaży pojazdu w Indiach zaplanowano na październik 2021 roku, jednak nie doczekało się to realizacji.

### Silnik
- R4 1.5l Turbo 145 KM